# Герек Мейнгардт
Герек Мейнгардт (англ. Gerek Meinhardt; нар. 27 липня 1990 року, Сан-Франциско, Каліфорнія, США) — американський фехтувальник на рапірах, бронзовий призер Олімпійських ігор 2016 та 2020 року в командній рапірі, призер чемпіонатів світу.

## Виступи на Олімпіадах
| Олімпіада           | Дисципліна           | Місце |
| ------------------- | -------------------- | ----- |
| Пекін 2008          | індивідуальна рапіра | 10    |
| Лондон 2012         | командна рапіра      | 4     |
| Ріо-де-Жанейро 2016 | індивідуальна рапіра | 5     |
| Ріо-де-Жанейро 2016 | командна рапіра      | 3     |
| Токіо 2020          | індивідуальна рапіра | 17    |
| Токіо 2020          | командна рапіра      | 3     |
| Париж 2024          | індивідуальна рапіра | 13    |
| Париж 2024          | командна рапіра      | 4     |